# Pterodaktyl
Pterodactylus (gr. „skrzydłopalcy”) – rodzaj niewielkiego pterozaura
należącego do podrzędu pterodaktyli żyjącego w okresie późnej jury na terenie współczesnej Europy. Pterodaktyl był pierwszym odkrytym gadem latającym. Tak jak u wszystkich pterozaurów, jego skrzydła były zbudowane ze skórnej błony rozpiętej między wydłużonym czwartym palcem przedniej kończyny, z rozpiętością wynoszącą co najmniej 1,06 metra. Część opisanych gatunków pierwotnie zaliczanych do tego rodzaju jest dużo mniejsza, lecz prawdopodobnie zostały one opisane na podstawie szczątków młodych pterodaktyli lub innych, blisko z nim spokrewnionych, późnojurajskich pterozaurów, takich jak germanodaktyl lub gnatozaur.

## Tryb życia
Kształt zębów wskazuje, że pterodaktyl był głównie rybożerny (mięsożerny). Mając czaszkę o długości ok. 20 cm mógł bez trudu zjadać ryby z rodzaju Leptolepides, osiągające zwykle 5–8 cm długości. Według Bennetta (2013) mógł on unosić się na powierzchni wody podobnie jak dzisiejsze kaczki i nurkować by łowić ryby. Mógł też latać nisko nad powierzchnią wody i chwytać będące blisko powierzchni ryby bez zanurzania się, albo nurkować podobnie jak dzisiejsze głuptaki czy pelikany. Pod żuchwą pterodaktyla występował skórny worek, który jednak różnił się budową od worka pelikanów. Według Bennetta mógł on być wykorzystywany do przenoszenia już schwytanych ryb, ale nie nadawał się do ich chwytania. Pterodaktyle mogły uzupełniać dietę bezkręgowcami chwytanymi, gdy chodziły na czterech nogach po plażach i innych terenach nadbrzeżnych.

## Klasyfikacja
Pterosauria → Pterodactyloidea → Pterodactylidae

## Gatunki

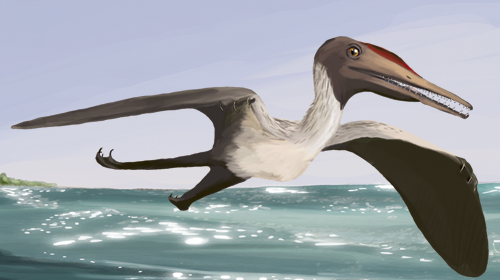
Rekonstrukcja

Z pewnością do tego rodzaju można zaliczyć tylko jego gatunek typowy, Pterodactylus antiquus odkryty w Niemczech. Pterodactylus kochi generalnie jest uznawany za młodszy synonim P. antiquus; Vidovic i Martill (2011) uznają natomiast P. kochi za odrębny od P. antiquus gatunek i jednocześnie za gatunek typowy odrębnego rodzaju Diopecephalus. Peter Wellnoher (1970) wykluczył z rodzaju Pterodactylus opisane na podstawie nielicznych skamieniałości duże pterozaury "Pterodactylus" grandis i "Pterodactylus" grandipelvis, uznając, że oba te gatunki można jedynie sklasyfikować jako przedstawicieli Pterodactyloidea o niepewnej pozycji filogenetycznej; w późniejszych publikacjach Wellnoher wykluczył też z rodzaju Pterodactylus francuskie gatunki "Pterodactylus" cerinensis i "P." suprajurensis oraz brytyjskie "P." manseli i "P." pleydelli, klasyfikując je wszystkie jako przedstawicieli Pterodactyloidea o niepewnej pozycji filogenetycznej. Gatunek "Pterodactylus" elegans Wagner (1861) obecnie jest przenoszony do rodzaju Ctenochasma. Na podstawie skamieniałości odkrytych w Tanzanii opisano trzy gatunki pterodaktyla – P. arningi, P. brancai i P. maximus; jednak Unwin i Heinrich (1999) uznali te trzy gatunki za nomina dubia, nie mogli też potwierdzić ich szczególnie bliskiego pokrewieństwa z gatunkami zaliczanymi do rodzaju Pterodactylus. Bennett (2013) przeniósł zaliczany wcześniej do rodzaju Pterodactylus gatunek "P." micronyx do rodzaju Aurorazhdarcho, a gatunek "Pterodactylus" longicollum ustanowił gatunkiem typowym odrębnego rodzaju Ardeadactylus. Vidovic i Martill (2014) ustanowili gatunek "P." scolopaciceps gatunkiem typowym odrębnego rodzaju Aerodactylus.